# Nicolas Boileau-Despréaux
Nicolas Boileau-Despreaux (1636 -1711) va ser un crític literari i poeta francès. Defensà la poètica clàssica davant la nova estètica moderna, que considerava d'ignorants. Per a ell, l'art s'ha de basar en la norma, la bellesa formal i els models grecollatins que uneixen diferents pobles amb referents comuns. Se'l va anomenar "el legislador del Parnàs" pels seus escrits atacant els autors coetanis que s'apartaven de la preceptiva clàssica.
Entre la producció pròpia destaquen les seves Sàtires i el Tactat sobre el sublim. Va donar a Molière i Jean Racine gran fama amb els seus elogis i, protegit pel rei Lluís XIV, va aconseguir entrar a l'Acadèmia Francesa. Juntament amb Racine, el monarca el va declarar historiògraf de la cort francesa l'any 1676.